# کوزت (بینوایان)
کوزت (به فرانسوی: Cosette) شخصیتی خیالی در رمان بینوایان به قلم ویکتور هوگو در سال ۱۸۶۲ است که در اقتباس‌های بسیاری از داستان‌ها برای تئاتر، فیلم، و تلویزیون حضور دارد. از نام تولدش، «Euphrasie»، تنها به‌طور خلاصه ذکر شده است.  به عنوان فرزندی یتیم و تک والد که پدرش او را ترک کرده است، هوگو هرگز به او نام خانوادگی اختصاص نداده است. در طول رمان، او به اشتباه تحت نام‌های اورسولا یا اورسوله، لارک یا مادمازل لونوئا شناخته می‌شود.
کوزت دختر فانتین، زنی از طبقهٔ کارگر است که او را به سرپرستی خانواده تناردیه‌ها رها می‌کند که در نتیجه او را قربانی کرده و از او سو استفاده می‌کنند. کوزت توسط ژان والژان نجات پیدا می‌کند و او را به شکلی بزرگ می‌کند که گویی فرزند خودش است، و در یک مدرسه کاتولیک بزرگ می‌شود. او عاشق ماریوس پونتمرسی، وکیلی جوان می‌شود. تلاش والژان برای محافظت از او در حالی که گذشته‌اش را پنهان می‌کند، بخش عمده‌ای از داستان را پیش می‌برد تا زمانی که او تشخیص می‌دهد «این کودک حق دارد زندگی را قبل از دست کشیدن از آن بشناسد» - و باید اجازه دهد وابستگی عاشقانهٔ او به ماریوس شکوفا شود.

## اوایل زندگی
«Euphrasie» که توسط مادرش کوزت نام گرفت، دختر نامشروع فانتین و فلیکس تولومیز، یک دانشجوی ثروتمند است. او در سَده ۱۸۱۵ و شهر پاریس به دنیا آمده است.